# آبشار باگاتایام
آبشار باگاتایام (به انگلیسی: Bagatayam Waterfall) آبشاری است که در فیلیپین واقع شده و ارتفاع کلی ریزشگاه آن ۲۰ متر است.